# Dialys

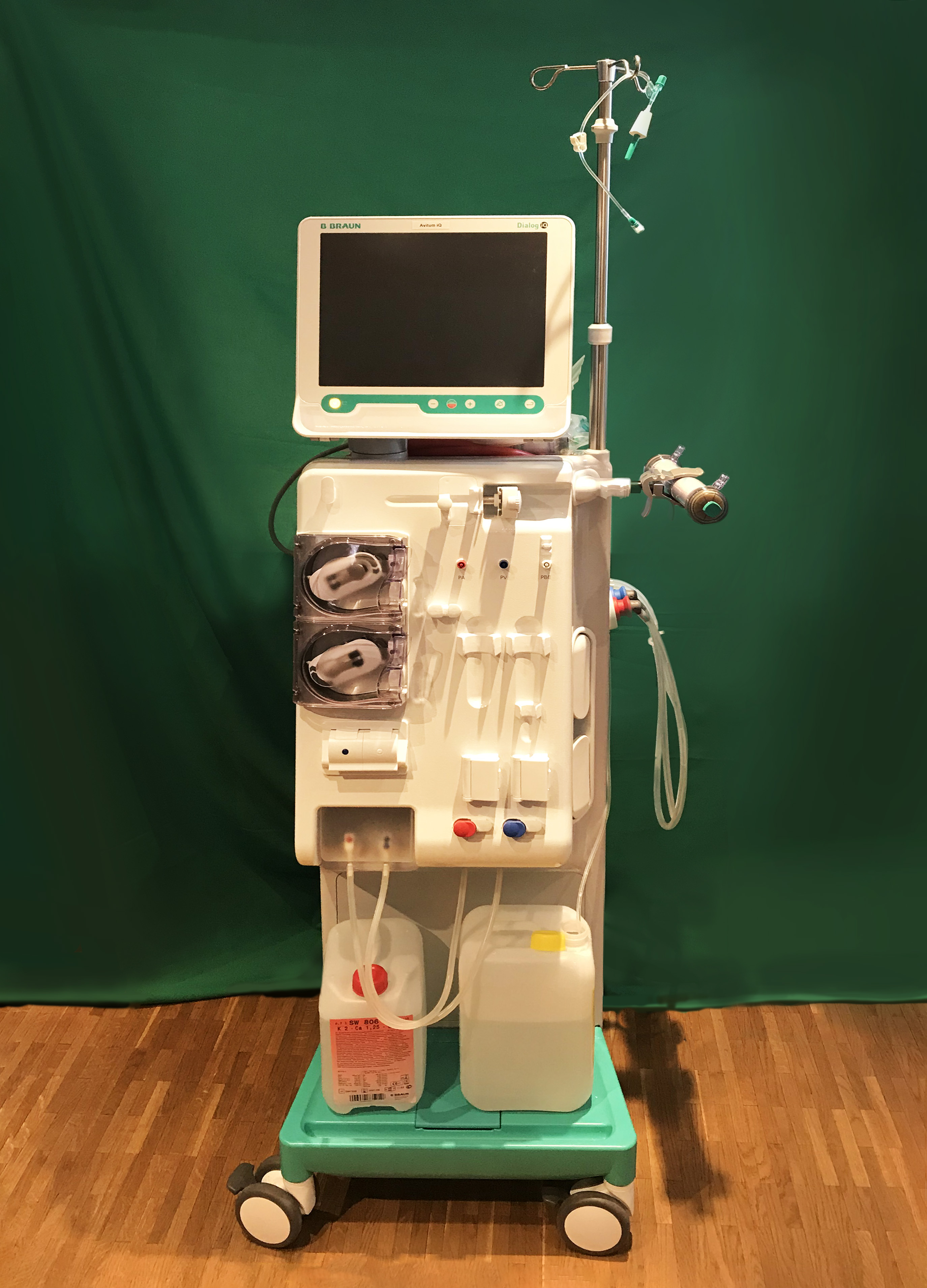
Dialysmaskin för hemodialys (B. Braun 2019)

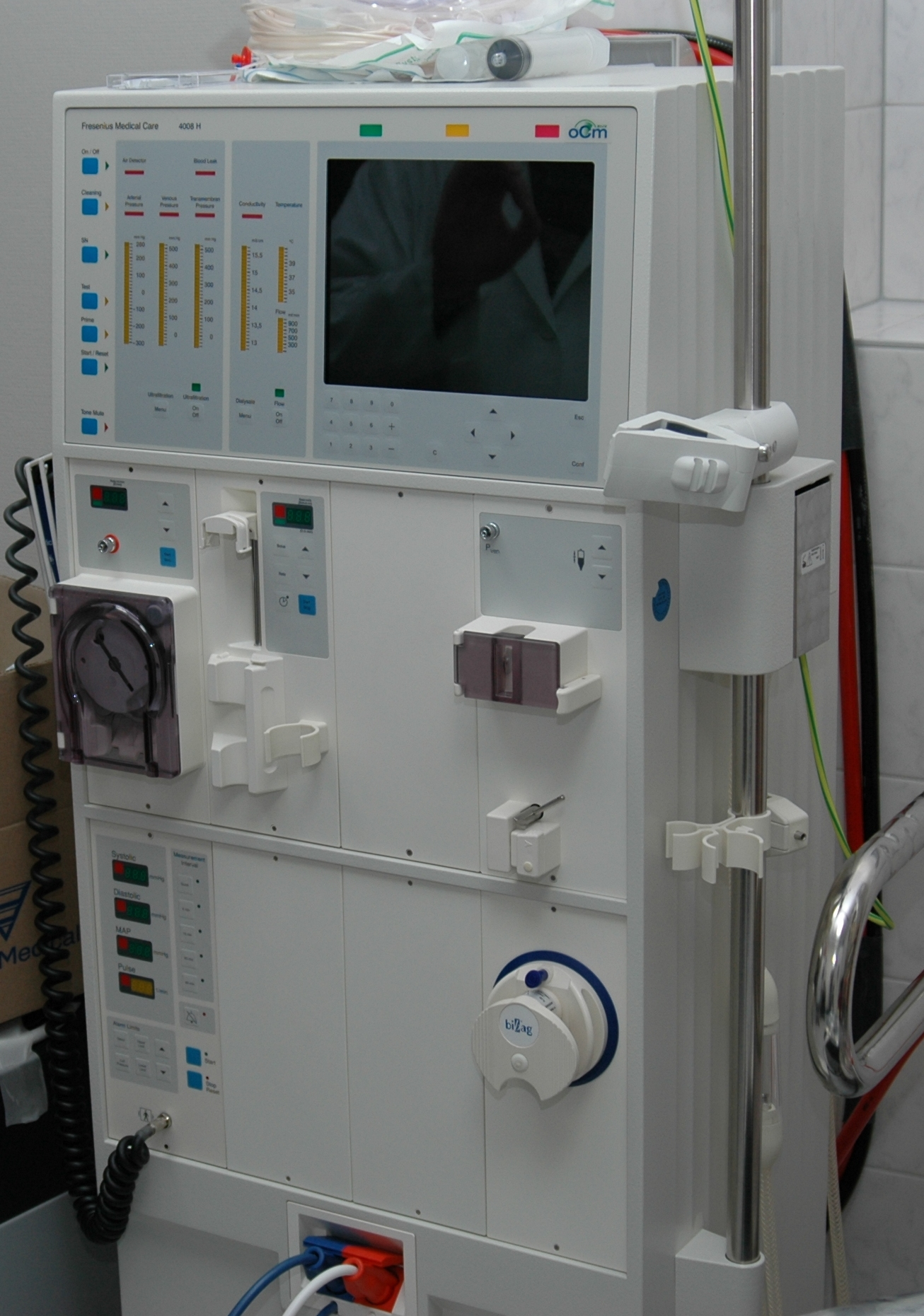
Dialysmaskin för hemodialys (Fresenius 2011)

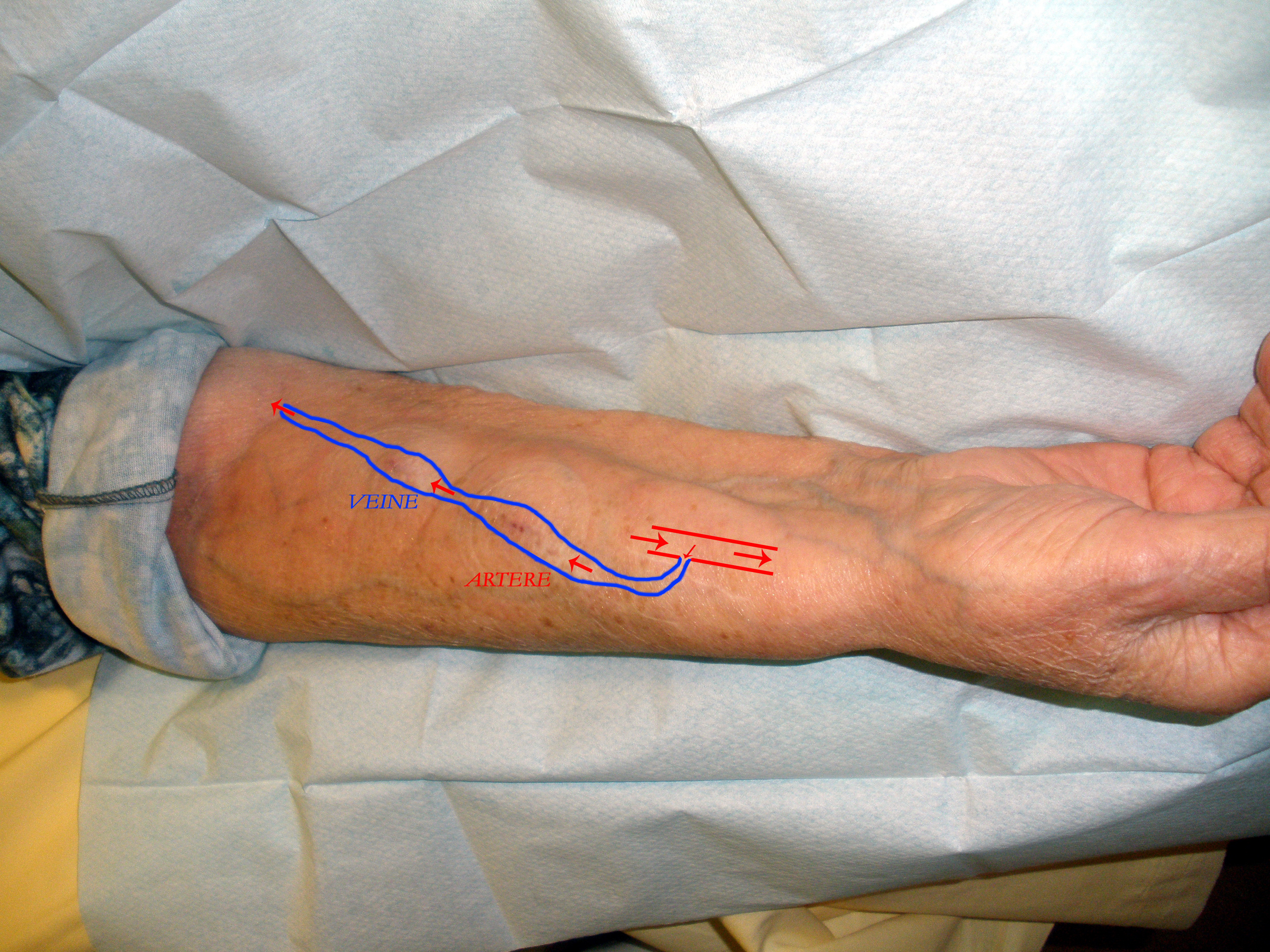
Bild på AV fistel för hemodialys

Dialys är en teknik för att separera små molekyler från stora i en vätska. Vanligen används metoden för att rena blod hos njursjuka personer. Cirka 4 100 svenskar  behandlas med hjälp av dialys (2018).
Om en person har kraftigt nedsatt njurfunktion (svår kronisk njursvikt) kan man antingen transplantera en njure eller behandla med dialys. En person kan genomgå dialys en tidsbegränsad period innan njurtransplantation blir nödvändig. Dock är inte alla patienter lämpade för transplantation, varför dialysbehandling kan behöva vara livslång.
Njurarna hos en frisk person har stor överkapacitet, vilket gör att dialys är aktuellt först om njurfunktionen är nedsatt till mindre än 10 procent av den normala. Dialys renar blodet från slaggprodukter (toxiska metaboliter), syror och elektrolyter. Metoden går ut på att man låter blodet passera genom ett semipermeabelt membran, ett dialysfilter. Det tillåter passage av lågmolekylära föreningar, medan högmolekylära föreningar (till exempel protein) och blodkroppar (celler) inte kan passera.
Det finns två olika sorters dialysbehandling: bloddialys (hemodialys; HD) och påsdialys (peritonealdialys; PD). Påsdialys skiljer sig från bloddialys genom att det blod som behandlas inte förs ut ur kroppen. Den renande vätskan förs i stället in i patientens bukhåla, och bukhinnan agerar som dialysmembran.
Svenskt njurregister för sedan 1990-talet register på fakta från Sveriges alla dialysklinker. Data sammanfattas och analyseras i årsrapporter över behandling av njursjuka i Sverige.

## Hemodialys – Bloddialys

Skiss över hemodialys (klicka för förstoring)

Hemodialys (HD) kallas vanligen bloddialys och är den vanligaste typen av dialysbehandling. Den tar cirka 4 timmar och de flesta patienter klarar sig på tre behandlingar varje vecka.
En förutsättning för hemodialys är att det finns en punkt (en dialysaccess) där blod kan pumpas ut ur kroppen och sen tillbaka. Det finns tre typer: 
1. Den vanligaste är en arteriovenös fistel på armen. Det kräver en operation för att en artär kopplas ihop med en ven. Venen tillväxer successivt och får en kraftigare kärlvägg som kan tåla punktioner med relativt grova nålar. Det tar cirka 6-8 veckor innan kärlväggen mognat för att tåla detta. Ibland krävs olika ingrepp för att den ska tillväxa för att klara dialysbehandlingar.
2. Ibland saknas egna kärl eller att de inte lämpar sig för att anlägga en fistel. Det kan vara på grund av att kärlen är för smala, de innehåller kärlförkalkningar, eller att tidigare provtagningar och inneliggande perifera venkatetrar orsakat en inflammation.  En kärlprotes vanligen av Goretex-material kan då användas och kopplas ihop med de egna kärlen. Även denna typ av fistel anläggs i regel på armen.
3. Den tredje typen kallas för central dialyskateter (CDK). Metoden rekommenderas i sista hand på grund av ökad infektionsrisk och risk för framtida förträngningar i kärlen. CDK innebär att en plastslang (kateter) kopplas till de centrala kärlen på halsen med spetsen i hjärtats förmak. Metoden kan användas omgående och det är det vanligaste alternativet om man behöver starta dialysbehandling akut eller att man inte planerat för behandlingsstart i god tid.

Man kan genomföra dialys på en klinik eller hemma. Sådan hemdialys är ett exempel på så kallad specialiserad egenvård. Hemdialyspatienter har genomgått utbildning och lärt sig att dialysera sig själva. Det finns även de som kallas självdialyspatienter som dialyserar sig på klinik men kan utföra hela eller delar av behandlingen själva – de behöver bara tryggheten det innebär att vara på klinik och ha kunnig personal närvarande under dialysen.
Dialys, och i synnerhet hemodialys, är en tidskrävande behandling, då man – om man inte dialyserar hemma – måste tillbringa flera timmar på sjukhus flera dagar i veckan. Det är ändå möjligt att resa på semester, då man på många platser, både i Sverige och utomlands, kan få gästdialys.

## Peritonealdialys – Påsdialys

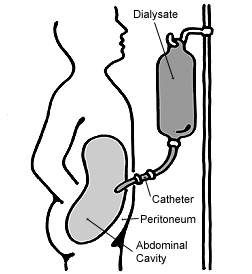
Vid peritonealdialys förs dialysvätska in i bukhålan.

Peritonealdialys (PD), även kallat bukhinnedialys eller påsdialys, innebär att man, via en kateter, för in dialysvätska i bukhålan. Bukhinnan (peritoneum) fungerar som membran, över vilken restprodukter transporteras genom osmos. Genom att ha en hög glukoskoncentration i dialysvätskan driver man också ut vatten. Dialysvätskan tappas sedan ut ur kroppen. Tömning och fyllning tar cirka 20-30 minuter och dialysfasen runt 3-4 timmar. Proceduren upprepas vanligtvis 4-5 gånger per dygn. Denna typ av bukdialys kallas kontinuerlig PD eller CAPD (continuous ambulatory peritoneal dialysis). Peritonealdialys kan således skötas helt manuellt, men det finns även automatisk peritonealdialys (APD). Denna sköts med hjälp av en förprogrammerad APD-maskin, som arbetar medan patienten sover.
Fördelen med peritonealdialys jämfört med hemodialys är att patienten slipper åka till sjukhuset flera gånger i veckan och vara bunden vid dialysmaskin i flera timmar vid varje dialystillfälle. Peritonealdialys kan utföras hemma och på arbetet, vilket är en form av hemdialys eller specialiserad egenvård. Peritonealdialys är dock inte lämpligt för patienter med inflammatorisk tarmsjukdom, då det finns risk för peritonit orsakad av tarmbakterier.
Katetern utgör en öppning rakt in i kroppen, vilket innebär risk för infektion, varför handhygien är av stor vikt vid påsbyten. Dialysvätskan innehåller vanligen glukos (druvsocker) i en balanserad saltlösning, men kan även innehålla aminosyror eller så kallad glukospolymer och tillhandahålles i påsar om vanligen 2 eller 3 liter. 5-literspåsar finns även för APD.  
Under dialysen vandrar slaggämnen med diffusion från blodets fina hårrörskärl (kapillärer) till dialysvätskan, medan socker (glukos) vandrar i motsatt riktning från en högre koncentration i dialysvätskan. Överskottsvätska från kroppen går över till dialysvätskan med osmos, så länge sockerkoncentrationen i dialysvätskan är högre än i blodet. När sockerkoncentrationen i blodet och dialysvätskan jämnats ut (efter 4-6 timmar), kommer dialysvätskan att sugas upp till blodet med hjälp av blodets protein (kolloider), så kallad "kolloidosmos". 